# La casa del padre
La casa del padre è un romanzo di Giorgio Montefoschi, pubblicato nel 1994. Lo stesso anno, il libro ha vinto il Premio Strega.

## Trama
Il libro è suddiviso in tre parti e un epilogo. La prima e la terza parte sono narrate in prima persona, mentre la seconda parte e l'epilogo sono esposti in terza persona. Le vicende si svolgono nell'arco di circa venticinque anni, ma non è specificata alcuna data; presumibilmente si va dalla fine degli anni '50 ai primi anni '80 del Novecento.
Parte prima: Pietro Bellelli. Pietro ha vent'anni quando, insieme ai genitori e alle sorelle minori, torna a vivere nella casa dove è nato e dove sono sempre rimasti i nonni materni, in via Adelaide Ristori. La famiglia occupa il pianterreno della casa, ma fin dal primo giorno di permanenza, Pietro si accorge che al primo piano sono arrivati dei nuovi abitanti. Conosce Livia, sua coetanea, e più tardi, il fratello Alberto e la loro madre, la signora Boligher. Il padre di Pietro è un ingegnere, entrato nella ditta del suocero e del cognato. I numerosi cantieri ai quali bisogna sovrintendere, hanno molto affaticato il signor Bellelli che, appena concluso il trasloco, è colto da un infarto. La necessità di assoluto riposo non permette al malato e alla famiglia di passare l'estate al mare, ad Anzio, dove hanno una casa.
Pietro reagisce alla situazione trovando spesso rifugio al piano superiore, dai Boligher, oppure uscendo con Livia. Il giovane è convinto di essere innamorato della fanciulla e i due compiono anche varie passeggiate notturne. Nel frattempo, il fratello di Livia, viene spesso a studiare con Alessandra, sorella di Pietro. Finché un giorno arriva in casa anche il signor Boligher, il quale prende in grande simpatia Pietro, Invitandolo quasi costantemente a cena.
Mentre il padre di Pietro si ristabilisce a fatica e la madre, Matilde, deve quotidianamente conferire con il fratello per la conduzione dell'azienda familiare, un altro arrivo giunge a scombussolare il tran tran quotidiano: da Napoli arrivano Maria e Carla Boligher, Rispettivamente cognata e nipote del signor Corrado. Carla ha l'età di Pietro e Livia, però le due cugine non si somigliano affatto. I tre trascorrono molto tempo assieme, andando al cinema e al mare, e a poco a poco, Pietro si ritrova innamorato di Carla.
Il padre di Pietro sembra ristabilito, ma un giorno abbraccia il figlio e questi ne avverte la debolezza. Infatti, nuovamente colpito da infarto, il signor Bellelli muore. Dopo i funerali, avvenuti alla Chiesa di San Roberto Bellarmino, Matilde, Pietro e le sorelle Alessandra e Silvia partono per Anzio.
Anche nella famiglia Boligher si percepisce uno stato di sofferenza che Pietro e Livia attribuiscono all'evidente disaccordo tra il signor Boligher e la moglie. Lei, Giulia, è convinta che il marito non le sia fedele e che, con la scusa di preparare un appartamento in via Liegi per Maria e Carla, occupi il tempo in tutt'altro modo. Perciò è una grande sorpresa quando il signor Boligher, senza avvertire nessuno, si fa ricoverare in ospedale. Dopo alcune analisi l'uomo vuole ritornare a casa e in breve segue la sorte di Mario Bellelli. Anche i funerali del signor Boligher sono a San Roberto Bellarmino.
Parte seconda: La palude. Sono passati vent'anni dai fatti di via Adelaide Ristori. Pietro ha sposato Carla e hanno due figli: Mario e Sara. Alessandra ha sposato Alberto Boligher e hanno un figlio, Luigi. Pietro e Carla vivono a Roma in via Liegi, mentre i Boligher, entrambi avvocati, hanno residenza parte a Roma e parte in provincia di Grosseto. Silvia Bellelli non si è sposata e dedica molto del suo tempo alla madre; Livia risiede a Firenze. Matilde Bellelli, dopo la morte dei genitori, ha voluto una residenza in campagna e ha trascorso anni per costruirla, sulla base di due casali. La grande casa è circondata da un cospicuo fondo agricolo; da lì si raggiunge con facilità il mare. Ogni fine settimana tutti raggiungono Matilde nella casa e vi passano la gran parte dell'estate, specie la famigliola di Pietro e Carla, perché Pietro, divenuto professore universitario di letteratura, è abbastanza libero in quel periodo. La residenza di via Adelaide Ristori è stata venduta.
Tra i coniugi Bellelli c'è un celato disaccordo e le ragioni non sono palesate, ma solo accennate. Pietro ha un'amante, Gianna Guidi, che però un giorno, con garbo ma con decisione, gli chiede di non farsi più vedere. La donna sa che Pietro ha in mente dell'altro, ma è un debole e non chiarisce i suoi veri pensieri. E Carla, pur ignorando questa storia, è molto gelosa, convinta che Pietro non resterà in casa; di continuo gli chiede conferme del suo amore e nutre sospetti, che però non sono mai palesati al lettore. La situazione ha una svolta improvvisa con un crollo di salute di Matilde Bellelli. Dapprima la donna ha aggredito la figlia Silvia, quindi viene colta da ictus e muore dopo alcuni giorni.
Ai funerali di Matilde, a San Roberto Bellarmino, sono presenti tutti, Maria Boligher (madre di Carla), Giulia Boligher (madre di Alberto) e, sola in un banco, Livia. Per quanto accorati, i familiari sono nel complesso sollevati, pensando che se Matilde fosse vissuta, sarebbe rimasta menomata per sempre, mentre così ha avuto una vita piena con tante iniziative e la gradita presenza dei suoi figli. Solo Livia ha un breve e sommesso pianto.
Parte terza: Mario Bellelli. È passato ancora qualche anno, la casa di campagna di Matilde ora appartiene interamente a Pietro, che ha acquistato le quote delle sorelle. Il suo primogenito, Mario, ha vent'anni e Sara ne ha diciotto. Mario, con la madre e la sorella, sta trascorrendo le vacanze in campagna, mentre il padre si fa attendere. Ospite della famiglia è Livia Boligher, che, in seguito a una separazione, sta cercando una sistemazione in affitto a Roma. Nella villa vicina sono arrivati dei villeggianti e Mario fa amicizia con la coetanea Francesca, mentre Sara si affiata con il fratello di Francesca, Arturo.
Un giorno Pietro ritorna finalmente da Roma e non si muove più dalla campagna. Si organizzano gite al mare. Sara e Livia fanno insieme molte uscite a Sabaudia. Mario, Pietro e Francesca escono anche in barca e raggiungono il Circeo. Ma, dopo un bagno, Mario si accorge che il padre è in difficoltà nel ritornare sulla barca. Nei giorni seguenti, Pietro sviluppa una febbre che lo tiene a letto. Quando si sente meglio, Pietro entra nella stanza di Mario che, innamorato di Francesca, ha scoperto però di non essere ricambiato. Il giovane ha ricevuto una lettera di commiato dalla bella e ombrosa vicina ed è stato il padre a recapitargliela con discrezione. Tra padre e figlio passa qualche confidenza, ma Mario si allarma vedendo che il padre ha bisogno di essere distratto. Inoltre si è accorto che Carla ha un atteggiamento possessivo verso il marito e non perde occasione per stringergli la mano, accarezzarlo e ricondurlo alla camera matrimoniale.
Una mattina, Livia Boligher scopre che la loro vecchia casa di via Ristori è affittabile e la notizia sembra sconvolgerla; Carla, con tono malevolo e aggressivo, le dice di andare a vedere. L'attrito che ne segue fa partire immediatamente Livia, resasi conto dei sentimenti della cugina; quindi Carla e Sara si allontanano e rimangono Mario e Pietro. Le ore trascorrono e Pietro si fa portare dal figlio ad Anzio, mostrandogli il villino in cui da ragazzo andava in vacanza con la famiglia. Poi convince Mario ad accompagnarlo a Roma, a rivedere la casa di via Ristori, sicuro che Livia ci sarà dalle quattro del pomeriggio. Assai perplesso, Mario asseconda il padre e con un treno, poi con un taxi, verso le sei di sera, raggiungono la mèta.
Quel che segue è uno svelamento per Mario. I due passano qualche minuto sui gradini del portone d'ingresso della dimora di inizio Novecento, quindi, al momento di alzarsi in piedi, Pietro ha un grave capogiro e Mario riesce a farlo stendere sui gradini, tenendogli la testa sulle ginocchia. Alla domanda: "Di che male soffri?", la risposta è "Ho il sangue malato". E il ragazzo non può più illudersi. Dal primo piano si apre una finestra e Livia vede i due: li raggiunge e corre a chiamare un taxi, che ben presto arriva. Troppo tardi per Pietro, colto da spasimi convulsi: tra le braccia del giovane figlio singhiozzante, cade esanime a testa in giù sui gradini.
Epilogo: La casa del padre. Più di un anno è passato e Mario Bellelli frequenta l'università. Sogna di scrivere un romanzo. Ha incontrato casualmente Francesca e ne ha conosciuto la cugina, Luisa Silvera. Le due ragazze non si somigliano affatto: bruna e un tantino scontrosa Francesca, bionda, solare e tranquilla Luisa. A lei Mario confida che vuole scrivere il suo libro, di cui però conosce solo l'inizio. E l'inizio è un trasloco.

## Personaggi
Famiglia Boni-Belelli
- Mario Bellelli (1) - Marito di Matilde Boni e padre di Pietro, Alessandra e Silvia. Ingegnere, è in società con il cognato e dapprima anche con il suocero.
- Matilde Bellelli - Moglie di Mario e madre dei suoi figli. È anche sorella di Gaetano Boni, socio del marito in una grossa ditta di costruzioni.
- Cesare Boni e Gabriella - Genitori di Matilde e di Gaetano. Cesare, chiamato quasi sempre il nonno, è il fondatore dell'impresa di costruzione, divenuta poi Boni-Bellelli.
- Gaetano Boni - Cognato e socio di Mario
- Pietro Bellelli - Figlio primogenito di Mario e Matilde, è il narratore della prima parte della storia. All'inizio ha vent'anni e compie gli studi universitari.
- Alessandra e Silvia - Sorelle minori di Pietro. Alessandra è studentessa di Giurisprudenza.

Famiglia Boligher
- Corrado Boligher - Capofamiglia, marito di Giulia, padre di Livia e Alberto; vive in campagna, nella provincia di Grosseto ed è di fatto separato dalla moglie.
- Giulia - Moglie di Corrado, vive un intenso disagio coniugale. È riservata di carattere e bionda con occhi celesti.
- Alberto Boligher - Figlio primogenito di Corrado e Giulia, studia Giurisprudenza; ha ventitré o ventiquattro anni e una notevole maturità.
- Livia - Secondogenita dei Boligher, coetanea di Pietro Bellelli. Bionda con occhi celesti come la madre, studia disegno e pittura.
- Maria - Moglie divorziata del fratello di Corrado Boligher. Giunge da Napoli con la figlia, quando è chiaro che l'ex marito (Vittorio) si è risposato negli Stati Uniti d'America.
- Carla - Figlia di Maria Boligher e cugina di Livia e Alberto, ha un aspetto molto bruno e un carattere incline alla gelosia.

Famiglia Bellelli-Boligher
- Mario Bellelli (2) - Figlio primogenito di Pietro e Carla Boligher. Narra la terza parte della storia ed ha circa vent'anni.
- Sara Bellelli - Figlia minore di Pietro e Carla. Diviene amica di un vicino di casa, Arturo Silvera.
- Luigi Boligher - Unico figlio di Alberto Boligher e Alessandra Bellelli, coetaneo di Mario.

Famiglia Silvera
- Francesca Silvera - Vicina di casa e coetanea di Mario Bellelli (2). Bruna di aspetto e di carattere ombroso.
- Arturo Silvera - Fratello minore di Francesca, ha meno di diciotto anni.
- Coniugi Silvera - Padre e madre di Francesca e Arturo, viaggiano continuamente.
- Luisa Silvera - Cugina di Francesca e sua coetanea; di aspetto è bionda con occhi azzurri e ha un carattere gaio e sereno.

## Edizioni
- Giorgio Montefoschi, La casa del padre, Bompiani, Milano 1994
- Giorgio Montefoschi, La casa del padre, prefazione di Franco Cordelli, Club degli Editori, Milano 1994, stampa 1995
- Giorgio Montefoschi, La casa del padre, prefazione di Nicola Merola, UTET, Torino 2006
- Giorgio Montefoschi, La casa del padre, prefazione di Pietro Citati, Bompiani, Milano 2016